# Lornoxicam
Il Lornoxicam è un farmaco antinfiammatorio non steroideo FANS, che rientra nella classe degli oxicam ed è dotato di importanti proprietà analgesiche.

## Farmacodinamica
Il farmaco determina un blocco della sintesi delle prostaglandine inibendo la ciclossigenasi. Inibisce inoltre la liberazione dei radicali liberi dell'ossigeno dai leucociti attivati.

## Farmacocinetica
Dopo somministrazione orale lornoxicam viene assorbito in modo quasi completo dal tratto gastrointestinale. Il farmaco si distribuisce rapidamente ai ari tessuti biologici. La concentrazione plasmatica massima viene raggiunte entro 2 ore dall'assunzione. La biodisponibilità assoluta è nell'ordine del 90–100%. L'emivita plasmatica media è di circa 3–5 ore.
Il legame con le proteine plasmatiche, particolarmente con l'albumina, è del 99%. Il principale metabolita è il 5'-idrossi-lornoxicam, sprovvisto di attività farmacologica. Il farmaco viene eliminato per via (35% circa) e per via epatica (65% circa). Nelle urine è possibile ritrovare solo il metabolita 5'-idrossi-lornoxicam.

## Usi clinici
Il farmaco viene utilizzato nel dolore moderato e grave, in particolare nel trattamento sintomatico del dolore e della flogosi in soggetti con affezioni reumatiche infiammatorie (ad esempio artrite reumatoide o spondilitite anchilosante) o degenerative.

## Controindicazioni
Controindicato nel caso di ipersensibilità al lornoxicam o ad uno degli eccipienti, nel terzo trimestre di gravidanza e non dovrebbe essere assunto durante il primo e secondo trimestre della gravidanza, scompenso cardiaco, insufficienza epatica e renale.

## Uso e Vie di Somministrazione
Nel trattamento dell'osteoartrosi e dell'artrite reumatoide il lornoxicam è assunto per OS con una dose giornaliera di 12 mg in due o tre dosi divise.
Lornoxicam è somministrato in dosi da 8 a 16 mg al dì per via orale per il trattamento del dolore. Dosi superiori a 8 mg devono essere somministrate in dosi divise. Le stesse dosi possono essere assunte con iniezione endovenosa o intramuscolare; anche se in rari casi, la massima dose giornaliera iniziale può essere aumentata a 24 mg. Il trattamento tramite per via parenterale dovrebbe essere limitato a soli 2 giorni.